# Сіссель Ширшебо
Сіссель Ширшебо (норв. Sissel Kyrkjebø; нар. 24 червня 1969 в Берґені) — норвезька співачка-сопрано.
Сіссель вважається однією з найкращих сучасних сопрано. Її музичний стиль коливається від поп записів та фолк пісень до класичного вокалу і оперних арій. Вона володіє "кристалічним" голосом і широким діапазоном починаючи з низького мецо-сопрано, як наприклад в арії "Mon cœur s'ouvre à ta voix" з оперети «Самсон і Даліла» Каміля Сен-Санса, до вищого сопрано До. Сіссель в основному співає англійською та норвезькою мовами, але також співала окремі пісні шведською, данською, ірландською, італійською, французькою, російською, ісландською, фарерською, німецькою, неаполітанською, маорі, японською та латинською.
Вона виконувала Олімпійський гімн на відкритті та закриті XVII Зимових олімпійських ігор (1994) в Ліллегаммері, Норвегія. Сіссель співала в дуетах з такими зірками як Пласідо Домінґо, Шарль Азнавур, Хосе Каррерас, Ніл Седака, Warren G, Браян Мей, Брін Терфель, Джош Ґробан, Діана Кралл, Рассел Вотсон і The Chieftains. Також вона відома за своєю роботою над саундтреком до кінофільму Титанік (1997).
Сіссель була номінована на премію Ґреммі за співпрацю з Мормонским Табернакальним Хором (Mormon Tabernacle Choir).
Сіссель є рекордною сольною виконавицею за числом продажів альбомів (близько 10 млн копій, не враховуючи саундтреки до яких вона також долучилася), більшість з яких продані в Норвегії, в країні з населенням 5 млн чоловік.Також її альбоми добре подавалися в Швеції, Данії та Японії. Разом з Оддою Нордстога (Odd Nordstoga) вона записала альбом Strålande jul (Славне Різдво) який став єдиним норвезьким 11-ти разовим платиновим альбомом.

## Дискографія

### Соло альбоми
- Sissel (1986)
- Glade Jul (1987)
- Stilla Natt (1987)
- Soria Moria (1989)
- Gift of Love (1992)
- Innerst i sjelen (1994)
- Amazing Grace (1994)
- 森とフィヨルドの詩 (1994)
- Fire In Your Heart (1998)
- The Best of Sissel (1998)
- All Good Things (2000)
- In Symphony (2001)
- Sissel (2002)
- My Heart (2003)
- Nordisk Vinternatt (2005)
- Into Paradise (2006)
- De beste, 1986–2006 (2006)
- Northern Lights (2007)
- Til Deg (2010)

### Різдвяні альбоми
- Glade Jul (1987)
- Stilla Natt (1987)
- Julen är här (1989)
- Christmas in Vienna III (1995)
- Julekonserten (1996)
- Julekonserten 10 år (1999)
- Silent Night: A Christmas in Rome (1999)
- Christmas in Moscow (2005)
- The European Divas - Frostroses (2006)
- Spirit of the Season (2007)
- Strålande jul (2009)

### Інші альбоми
- Seculum Seculi (1988)
- Julen är här (1989)
- LIVE (1990)
- The Rapsody Overture (1997)
- Everything Must Change (1998)
- Tears of Stone (1999)
- Snakecharmer (2001)
- Handsfree (2001)
- Sacred Songs (2002)
- José Carreras Gala 2002 (2002)
- Bryn Terfel Sings Favorites (2003)
- Venn (2005)

### Сингли
- Vårvise / Eg Ser (1986)
- Kärleken/Vem (1987)
- Folket Som Danser / Eg Ser (1988)
- Pokarekare Ana / Amazing Grace (1989)
- Gift Of Love / Breakaway (1992)
- Need I Say More / If (1992)
- Breaking Up Is Hard To Do / Imagine (1993)
- Se Ilden Lyse / Fire In Your Heart (1994)
- Fire In Your Heart (1994)
- Eg Veit I Himmerik Ei Borg (remix) (1995)
- Mitt Hjerte Alltid Vanker (1995)
- Prince Igor (1997)
- One Day (2000)
- Better Off Alone (2000)
- Elia Rising (2001)
- Summer Snow / Seven Angels (2001)
- Carrier of a Secret (2002)
- Gå Inte Förbi (2003)
- Can't Go Back (2003)
- O Tysta Ensamhet (2005)

### Саундтреки
- Drømmeslottet (1986)
- Русалонька / Den lille havfruen (1990)
- The Adventures of Pinocchio (1996)
- Титанік / Titanic (1997)
- Back to Titanic (1998)
- Long Journey Home (1998)
- Summer Snow (2000)
- Flyvende farmor (2001)
- Evelyn (2002)
- The Forsyte Saga (2002)
- Ярмарок марнославства / Vanity Fair (2004)
- 371⁄2
- Lord of the Rings / The Complete Recordings / The Return of the King (2007)

### DVD
- Chess in Concert (1989)
- Sissel in Concert: All Good Things (2002)
- Nordisk Vinternatt (2005)
- Into Paradise – Live from Dalhalla (2006)
- The European Divas - Frostroses (2006)
- Christmas with the Mormon Tabernacle Choir (2007)
- Northern Lights (2007)